# Río Lis
El río Lis es un río del oeste de la península ibérica que discurre por el distrito de Leiria, en Portugal. 

## Curso
El Lis nace cerca del pueblo de Fontes, a dos kilómetros y medio al sur de la freguesía de Cortes, a la que pertenece, en el distrito y municipio de la ciudad de Leiría. Esta ciudad está bañada por sus aguas, donde también se une a las del río Lena. La parte inicial de su ruta se realiza en dirección sur-norte, terminando, en sus kilómetros finales, teniendo la dirección este-oeste.
El río aparece en un área de piedra caliza, pasa a través de Cortes y cruza la ciudad de Leiría, con los márgenes casi todos ocupados por jardines y rutas de senderismo. En su sección intermedia, después de que el río pasa a través de la red urbana, se forman llanuras aluviales, que se han llamado Campos do Lis.
Campos do Lis se caracterizan por los diversos canales y presas utilizadas para regar tierras agrícolas, en las que nacen campos de maíz, extensas zonas de horticultura y los más variados huertos. A lo largo del río podemos encontrar sus orillas llenas de juncos, fresnos y sauces, así como las más variadas aves. Muy ocasionalmente, en épocas de precipitación intensa, el río aumenta su caudal e inunda los campos circundantes, aunque la situación ya está controlada con la construcción de los vertederos.
En su ruta final, el río pasa por el Pinhal de Leiria, y termina fluyendo hacia el Océano Atlántico, al norte de Praia da Vieira, la parroquia de Vieira de Leiria y el municipio de Marinha Grande, después de cubrir una longitud de aproximadamente 39.5 kilómetros.